# Olav Hodne

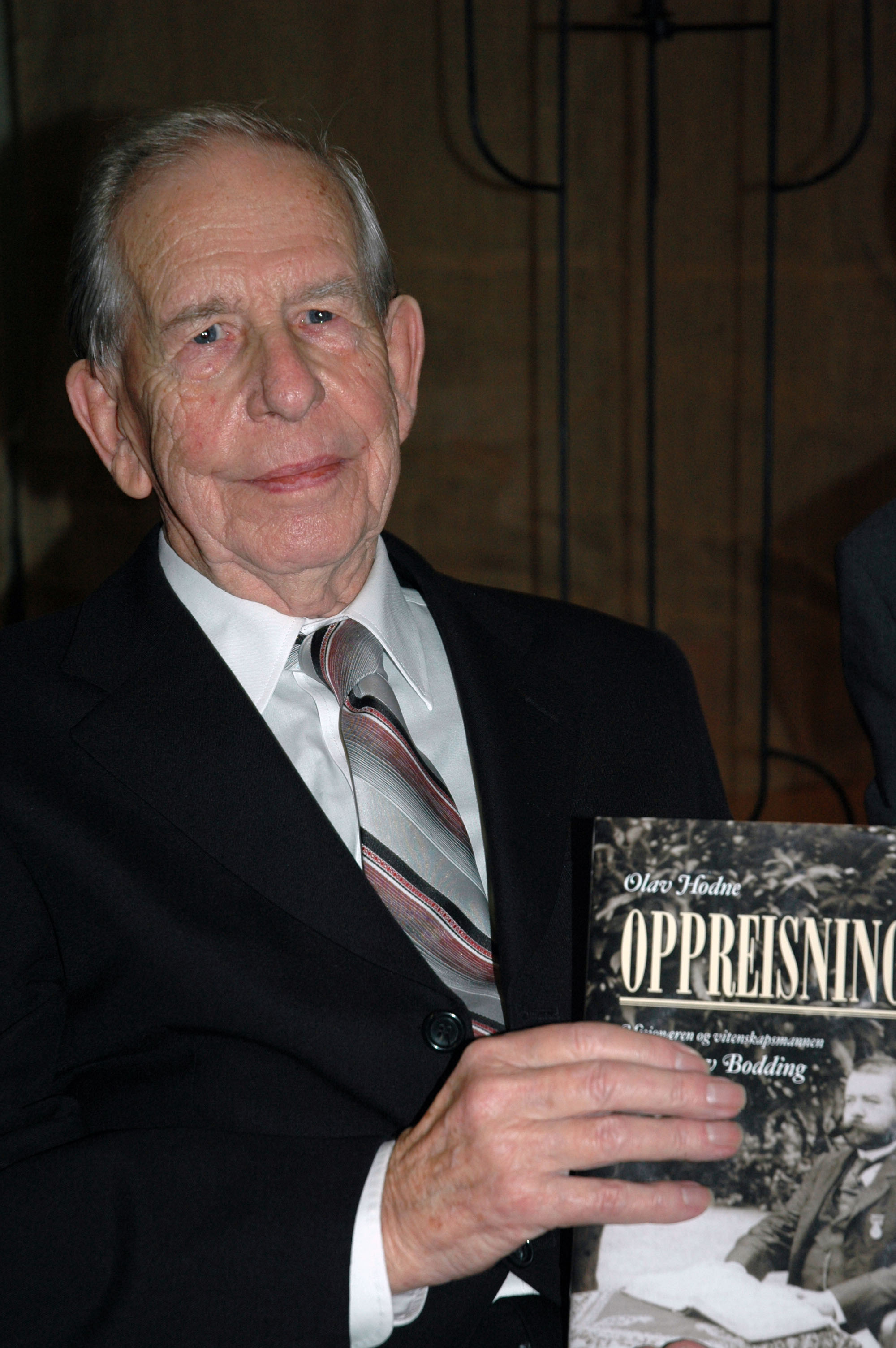
Olav Hodne bei der Vorstellung seines Buches „Oppreisning“ in Norwegen (2006)

Olav Leonard Harry Hodne (* 16. Juni 1921 in Lindås; † 29. Oktober 2009) war ein norwegischer Missionar und Autor.

## Leben
Olav Hodne, Sohn eines Kreissekretärs, wuchs in Bergen auf und besuchte nach seinem Examen von 1941 bis 1946 die Missionsschule in Stavanger. Nach theologischen Studien arbeitete er für die norwegische Santalmisjon und wurde 1948 nach Indien entsandt. Dort leitete Hodne die erste norwegische Schule in Assam. Ab 1955 war der Norweger für den Schulaufbau und die Kirchenarbeit im früheren bengalischen Fürstenstaat Cooch Behar verantwortlich. 1967 promovierte er in Oslo mit einer Arbeit über den in Indien tätig gewesenen norwegischen Missionar Lars Olsen Skrefsrud (1840–1910) zum Doktor der Theologie.
Während des Freiheitskampfes der Bengalen rief Hodne erste eigene Flüchtlingsprogramme ins Leben und wurde in seiner Arbeit später von zahlreichen Organisationen unterstützt, darunter auch der Lutheran World Service, für den er ab 1972 die Arbeit in Bangladesch organisierte. Bis Anfang der 1980er Jahre war er als Missionar für die Organisation in Indien tätig. Noch im Ruhestand unterstützte er die Arbeit von Hilfsorganisationen in Asien.
Olav Hodne war seit 1947 mit Brit Waagbø verheiratet, die ihn bei seiner Arbeit unterstützte. Aus der Ehe ging die Tochter Kari Hilde Hodne French (* 1949) hervor, die sich ebenfalls in der Flüchtlingsarbeit in Indien und der Menschenrechtsarbeit in Afghanistan engagierte. Sein Enkel Joshua French (* 1982), ein norwegischer Soldat, wurde Anfang Mai 2009 wegen Mordes und Spionage für Norwegen in der Demokratischen Republik Kongo angeklagt und zum Tode verurteilt.
Für seine Missionsarbeit wurde Hodne mit zahlreichen Auszeichnungen gewürdigt. 1976 wurde ihm der Nansen-Flüchtlingspreis zuteil. 1983 erhielt Hodne den Sankt-Olav-Orden und wurde in den Rang eines Kommandeurs erhoben. Mehrfach wurde der Norweger für den Friedensnobelpreis vorgeschlagen.
Als Autor veröffentlichte Hodne mehrere Bücher zur Missionsarbeit in Indien, so zuletzt Oppreisning (2006) über den in Indien tätigen Missionar Paul Olaf Bodding (1865–1938). Er starb 2009 im Alter von 88 Jahren.